# Людина з Ліндоу

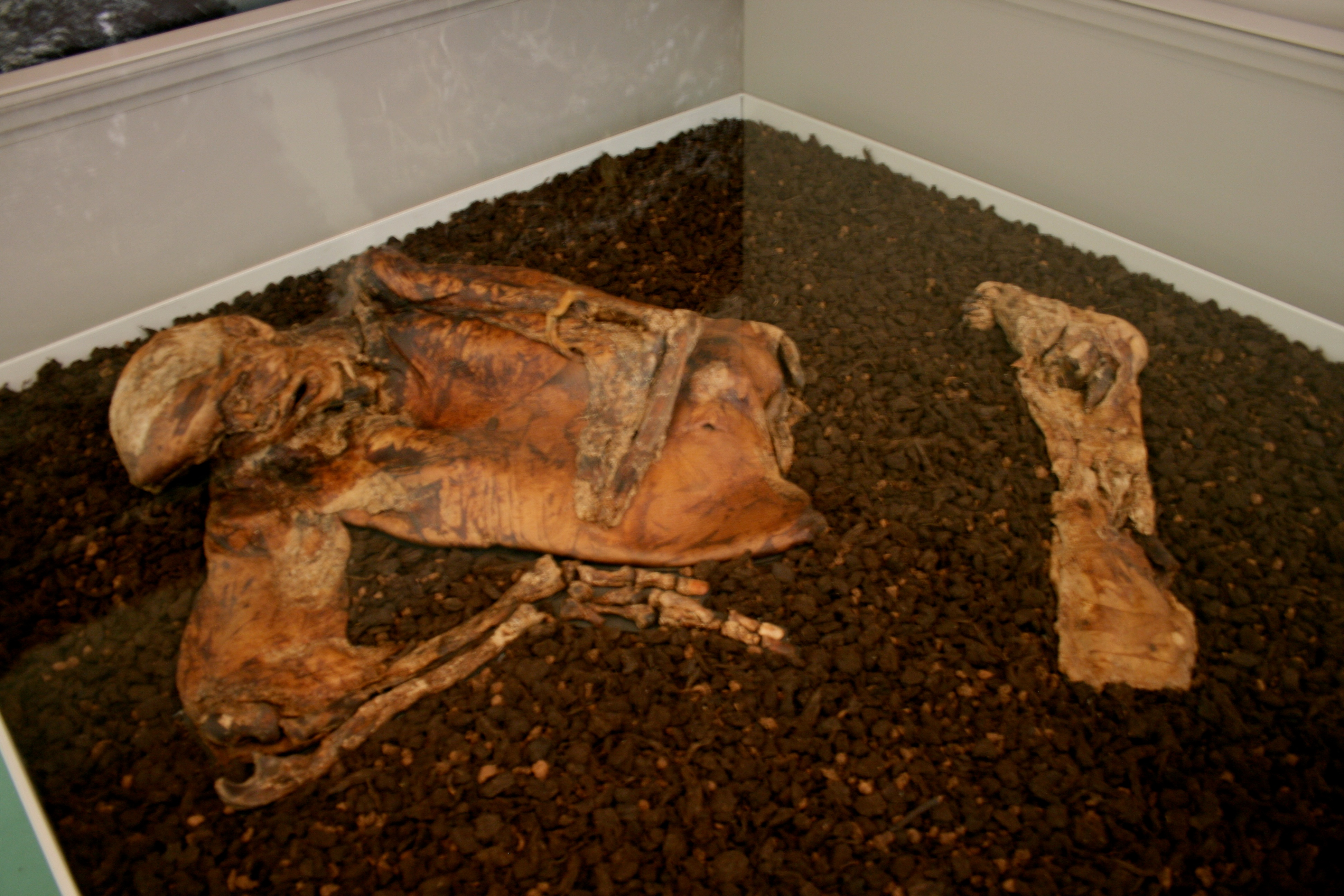
Людина з Ліндоу

Людина з Ліндоу (англ. Lindow man) — так назвали людину, що померла в епоху залізної доби, і яка була знайдена в торф'яному болоті Ліндоу-Мосс біля селища Мобберлі, графство Чешир, Англія. 
Є одним з найкраще збережених болотяних тіл і однією з найсенсаційніших археологічних знахідок, зроблених у Великій Британії в 1980-х. Місцеві журналісти спочатку назвали його Пітом Маршем (гра слів з англійського peat marsh, тобто торф'яне болото).